# Tangkil (Cidahu)
Tangkil is een bestuurslaag in het regentschap Sukabumi van de provincie West-Java, Indonesië. Tangkil telt 7736 inwoners (volkstelling 2010).